# Rockstar (DaBaby)
"Rockstar" is een nummer van de Amerikaanse rapper DaBaby, met gastvocalen van de Amerikaanse rapper Roddy Ricch. Het nummer werd op 17 april 2020 uitgebracht als de tweede single van DaBaby's derde studioalbum Blame It on Baby (2020). Het werd geschreven door de twee rappers en de producer van het nummer SethInTheKitchen. "Rockstar" heeft zeven niet-opeenvolgende weken op nummer één gestaan in de Amerikaanse Billboard Hot 100. Het nummer stond ook bovenaan de hitlijsten in Australië, Canada, Denemarken, Ierland, Nieuw-Zeeland, Portugal, Zwitserland en het Verenigd Koninkrijk, en piekte in de top 10 van de hitlijsten in België, Duitsland, Nederland, Noorwegen en Zweden. De videoclip speelt zich af in een zombie-apocalyps .
Op 12 juni 2020 bracht DaBaby een BLM (Black Lives Matter)-remix van "Rockstar" uit met een extra couplet van hem voor de rest van het nummer, met betrekking tot de George Floyd-protesten die in mei 2020 plaatsvonden, en zijn eigen ervaring met de politiemisbruik.

## Videoclip
DaBaby kondigde een week voor de release een videoclip voor "Rockstar" aan en plaatste foto's op Instagram van de filmlocatie. De door Reel Goats geregisseerde video ging in première op 26 juni 2020, met in de hoofdrol de twee rappers die op zombies jagen in een open veld.

## Live performances
De rappers brachten het lied live op de BET Awards. In de performance staken de rappers een verwijzing naar de dood van George Floyd.

## Succes
Het nummer was het meest gestreamde nummer op Spotify, uitgebracht in 2020.